# Боровой мост
Борово́й мост — автодорожный железобетонный рамный мост через Обводный канал в Центральном районе Санкт-Петербурга, соединяет Безымянный остров и левый берег Обводного канала.

## Расположение
Расположен в створе Боровой улицы.
Выше по течению находится Ново-Каменный мост, ниже — Ипподромный мост.
Ближайшая станция метрополитена — «Обводный канал» (320 м).

## Название
C 1881 до середины 1880-х годов мост именовался Андреевским. Существующее название известно с середины 1880-х годов и дано по наименованию Боровой улицы, в створе которой он расположен. В 1901 году по заявлению графа Н. Ф. Гейдена в городскую Думу был направлен доклад о переименовании Борового моста в Братский, однако вопрос не был рассмотрен.

## История

Деревянный Боровой мост

В 1881—1882 годах на средства Новой бумагопрядильной фабрики был построен деревянный подкосный мост, работы велись под наблюдением инженера А. И. Штукенберга. 21 июня 1882 года мост был принят в ведение города. В 1899 году, в виду неудовлетворительного состояния моста, была произведена его перестройка. Контроль за работами осуществляла особая комиссия городской Управы в составе М. Ф. Еремеева, И. Н. Иорса, П. В. Фетисова, старшего техника М. Ф. Андерсина, инженеров П. А. Лихачева и А. А. Экарева и техника Крюгера. Мост был пятипролётный на высоких свайных опорах башенного типа. Центральный пролёт был ригельной системы; с двух его сторон располагались по два 6,4-метровых пролёта треугольно–подкосной конструкции. Длина моста по настилу равнялась 52 м, а общая ширина — 13 м, в том числе проезжая часть составляла 9 м, тротуары — по 2 м. Конструкция деревянного Борового моста была редким примером совмещения в одном переходе пролётных строений разных систем.
Во время блокады мост был полностью разрушен прямым попаданием немецкой авиабомбы. Опоры и пролётное строение моста были восстановлены силами отдельного Ленинградского дорожно-мостового восстановительного батальона МПВО.
Существующий мост был построен в 1960—1961 годах по проекту, разработанному в институте «Ленгипроинжпроект» инженером А. А. Куликовым и архитектором Л. А. Носковым. Строительство моста осуществляло СУ-3 треста «Ленмостострой» под руководством главного инженера О. А. Розова и старшего прораба Н. П. Агапова.

## Конструкция
Мост однопролётный железобетонный рамный. По статической схеме представляет собой двухшарнирную раму пролётом 34 м. Ригель рамы выполнен из сборных предварительно напрягаемых железобетонных элементов заводского изготовления, омоноличенных с «ногами» рамы. В поперечном сечении расположено девять балок двутаврового сечения переменной высоты. По верху балки объединены железобетонной плитой проезжей части. Предварительное напряжение ригеля выполнено путём натяжения пучков, проложенных в каналах балок и плиты. Использованы пучки из 20 высокопрочных проволок диаметром 5 мм. «Ноги» рамы выполнены из монолитного железобетона и облицованы по фасаду навесной гранитной облицовкой. В основании рамы заложен высокий свайный ростверк из деревянных свай диаметром 30 см длиной 22 м. Мост косой в плане, угол косины составляет 74°. Полная длина моста по задним граням устоев 38,0 м, ширина проезжей части 14,0 м, ширина тротуаров — по 2,25 м.
Мост предназначен для движения автотранспорта и пешеходов. Проезжая часть моста включает в себя 4 полосы для движения автотранспорта. Покрытие проезжей части и тротуаров — асфальтобетон. Тротуары устроены в повышенном уровне. На мосту установлены парапетные железобетонные ограждения проезжей части в металлической рубашке. Перильное ограждение чугунное литое, на устоях завершается гранитным парапетом. С низовой и верховой стороны моста устроены гранитные лестничные сходы, ведущие на нижний ярус набережной.